# Buddy Guy's Legends
Buddy Guy's Legends est un club de blues situé à Chicago (Illinois). Il est ouvert en 1989 par Buddy Guy, qui en est toujours propriétaire et y fait des apparitions régulières, notamment au mois de janvier,.
Le Legends est l'un des derniers clubs de blues à Chicago, ville réputée pour son style particulier de blues. Il a été le lieu des enregistrements de Live at Legends, Junior Wells: Live at Buddy Guy's Legends, et d'un set de Buddy Guy avec Junior Wells titré Last Time Around - Live at Legends.
Chaque année, le Legends accueille la cérémonie annuelle d'introduction au Chicago Blues Hall of Fame.

## Histoire
Avant sa mort en 1983, Muddy Waters fait promettre à Buddy Guy de « maintenir le blues vivant ». Buddy Guy dit que le Legends est une façon de tenir cette promesse.